# 怪怪演藝事務所
《怪怪演藝事務所》是日本漫畫家氏家ト全的一部漫畫作品。在《週刊少年Magazine》的2006年28號至同年的48號上連載。單行本全1卷，台灣中文版由東立出版社代理發行。

## 故事情節
中型演藝事務所「RAY PRINCESS」某次只決定捧紅一名藝人，三位少女飯田志穗、有銘悠里、如月香瑠奈卻陰差陽錯地被同時錄取，事務所只好決定將三人組成偶像團體「Triple Booking」出道。在事務所和經紀人井戶田廣樹的幫助下，三位少女在演藝圈一步一步走向成功。

## 登場角色

### Triple Booking
「Triple Booking」是RAY PRINCESS所屬下的一個少女偶像團體，簡稱「TB」，由飯田志穗、有銘悠里、如月香瑠奈三人組成，經紀人是井戶田廣樹。「Triple Booking」是「三重預約」的意思。組成初期的「Triple Booking」三位少女只能通過出席公開活動、發行寫真、接受訪問等提高知名度，經過努力之後終於得到片約，並可以偶像團體身份進行歌舞等演出。最終她們的出道曲《Triple Eyes》取得很大回響，並成功舉辦了演唱會。
飯田志穗（配音：日笠陽子（学生会联动Web广播剧与其二期动画联动））
Triple Booking成員，13歲。身高151公分。生日是10月18日。中學生。很早之前就已經夢想進入演藝圈，在一次選秀會中被三瀨選中而進入RAY PRINCESS。性格大大咧咧，做事隨便，學業很一般。說話大舌頭，也愛講黃色笑話，因而經常語出驚人。寫交換日記時，日記內容也會大舌頭。
有銘悠里（配音：矢作紗友里（学生会联动Web广播剧与其二期动画联动））
Triple Booking成員，10歲，是當中年紀最小的成員。小學5年級生，但是已經是出道9年的童星。經「榮光藝能」社長介紹，轉籍至RAY PRINCESS。對演藝圈很了解，精明可靠，但有時會出奇地裝傻。持有母親給的貞操帶鑰匙（有無穿貞操帶則未知），常在無意中說出黃色笑話，講話方式有越來越像志穗的趨勢。在家是獨生女，一直很想要有兄弟姊妹。
如月香瑠奈（配音：佐藤聰美（学生会联动Web广播剧与其二期动画联动））
Triple Booking成員，16歲。身高156公分，體重48公斤。生日是8月20日。是當中年紀最大的成員。最初是被小田挖角而進入RAY PRINCESS。就讀名牌高中「聖光女學院」，學業成績優秀。因想走偶像道路而和父親不和，父親被母親說服後才支持她走偶像道路。一個人獨居公寓3樓。性格文靜，總愛皺眉，平常總是笑不出好看的笑容、甚至不讓人覺得真的在笑，但在鏡頭面前可以十分專業地露出超級甜美的笑容。

### RAY PRINCESS相關人物
「RAY PRINCESS」是一家中型的演藝事務所，社長是柏木麗子。
井戶田廣樹
RAY PRINCESS的新人職員，暱稱「阿廣」。起初擔任平面廣告星探，後來成為Triple Booking的菜鳥經紀人。工作認真踏實，對三位少女十分照顧。自稱只喜歡巨乳大姊姊，對平胸的沒有興趣。被悠里當作哥哥。
柏木麗子
RAY PRINCESS演藝事務所的女社長。十分能幹，講究手段，對下屬和所屬藝人都比較照顧。有著廣闊的人脈，是由她以身體作為手段達成的。
小池舞
RAY PRINCESS所屬的當紅女偶像，20歲，已出道5年。與美好的公眾形象相反，是個性格腹黑、脾氣暴躁、愛耍大牌的老菸槍。
三瀨繪理子
RAY PRINCESS的企劃經理，平時在事務所中是個粗心大意、經常出差錯的女助理。但是在網絡上，她在部落格中公開她的cosplay照片，是人氣很高的網絡偶像——「18歲」的KORIE。最喜歡穿可愛的衣服，而且在部落格中公開這些照片。部落格中一張走光照片被志穗發現，讓Triple Booking與廣樹知道她就是KORIE。
小田
身材十分強壯的職員，業績很優秀。雖然他表情嚴肅，看上去像個黑幫，但實際上很親切。麗子認為他不適合當星探，所以錄取廣樹以遞補一位離職員工的職缺。

### 其他
阿村
志穗的同校朋友。
小奈
志穗的同校朋友。
中野先生
偶像雜誌《Pure》編輯部寫真負責人。
阿山
「東東電台」導播，認識麗子。

## 單行本
| 卷數 | 講談社        | 講談社                 | 東立出版社    | 東立出版社             |
| 卷數 | 初版发售日期  | ISBN                   | 初版发售日期  | ISBN                   |
| ---- | ------------- | ---------------------- | ------------- | ---------------------- |
| 1    | 2007年1月17日 | ISBN 978-4-06-363785-4 | 2007年8月29日 | ISBN 978-986-10-0008-4 |

## 外部連結
- 《週刊少年Magazine》官方網站關於作品的介紹（日語）